# Полубог
Полубог е понятие, използвано в митологиите за назоваване на потомък на божество и човек. Понякога се използва като синоним на свръхчовек, прилагайки се към герои, чиито подвизи достигат тези на боговете.
В гръцката митология героят Херакъл (римският Херкулес) е полубог като син на върховния бог Зевс и смъртната Алкмена. С подвизите си Херакъл печели почитта на боговете и хората. В края на земния му живот Зевс дарява Херакъл с безсмъртие, причислявайки го към олимпийските богове.
В някои религии, например в джайнизма, понятието полубог описва една от степените на усъвършенстване на човека.